# Andrej
Andrej je mužské jméno řeckého původu, které znamená mužný, statný, odvážný (z řec. Andreas).
V českém kalendáři má svátek 11. října. V tento den měl v letech 1954-1986 svátek Jan Žižka.
Mužskou variantou jména je Ondřej, dívčí forma tohoto jména je Andrea.

## Statistické údaje
Následující tabulka uvádí četnost jména v ČR a pořadí mezi mužskými jmény ve srovnání dvou roků, pro které jsou dostupné údaje MV ČR – lze z ní tedy vysledovat trend v užívání tohoto jména:
| Rok       | Četnost   | Pořadí   |
| 1999      | 2607      | 110.     |
| 2002      | 2587      | 111.     |
| Porovnání | o 20 méně | o 1 hůře |
| 2006      | 2936      | 115.     |

Změna procentního zastoupení tohoto jména mezi žijícími muži v ČR (tj. procentní změna se započítáním celkového úbytku mužů v ČR za sledované tři roky 1999-2002) je -0,03%, tj. v podstatě setrvalý stav.

## Zdrobněliny
Andy, Andras, André, Andysek, Andrejek, Anďula, Andys

## Andrej v jiných jazycích
- Slovensky: Andrej, Ondrej
- Srbocharvátsky, bulharsky: Andrej
- Polsky: Andrzej
- Maďarsky: András nebo Andor nebo Endre
- Italsky: Andrea
- Španělsky: Andrés
- Francouzsky: André
- Nizozemsky, latinsky, německy, řecky: Andreas
- Finsky: Antero
- Anglicky: Andrew
- Dánsky, norsky, švédsky: Anders
- Rusky: Андрей [Andrej]
- Ukrajinsky: Андрій [Andrіj]
- Deutsch: Андрэас [Andreas]

## Slavní Andrejové
- Andy Warhol
- Andrej Hlinka – slovenský kněz a politik
- Andrej Nikolajevič Kolmogorov – ruský matematik
- Andrej Tarkovskij – ruský režisér
- Andrej Andrejevič Vlasov – ruský generál
- Andrej Andrejevič Vozněsenskij – ruský básník
- Andrej Anastasov – někdejší redaktor časopisů Excalibur a Score
- Andrej Kolkutin – ruský malíř
- Andrzej Lepper – polský politik
- Andrzej Sapkowski – spisovatel žánru fantasy
- Andrzej Wajda, Andrzej Munk – polští režiséři
- Andrej Kvašňák – fotbalista
- Andrij Šeptyckyj – ukrajinsky metropolita
- Andrej Babiš – podnikatel a politik
- Andrej Ševčenko – ukrajinský fotbalista
- Andrej Kokot - slovinský spisovatel